# لئون ویتسوکفسکی
لئون جان ویتسوکفسکی (لهستانی: Leon Jan Wyczółkowski؛ ۱۱ آوریل ۱۸۵۲ – ۲۷ دسامبر ۱۹۳۶) نقاش و مجسمه‌ساز اهل لهستان بود. او از چهره‌های سرشناس جنبش لهستان جوان و از نمایندگان برجستهٔ واقع‌گرایی در دوره میان‌دوجنگ لهستان به شمار می‌رفت.

## نگارخانه

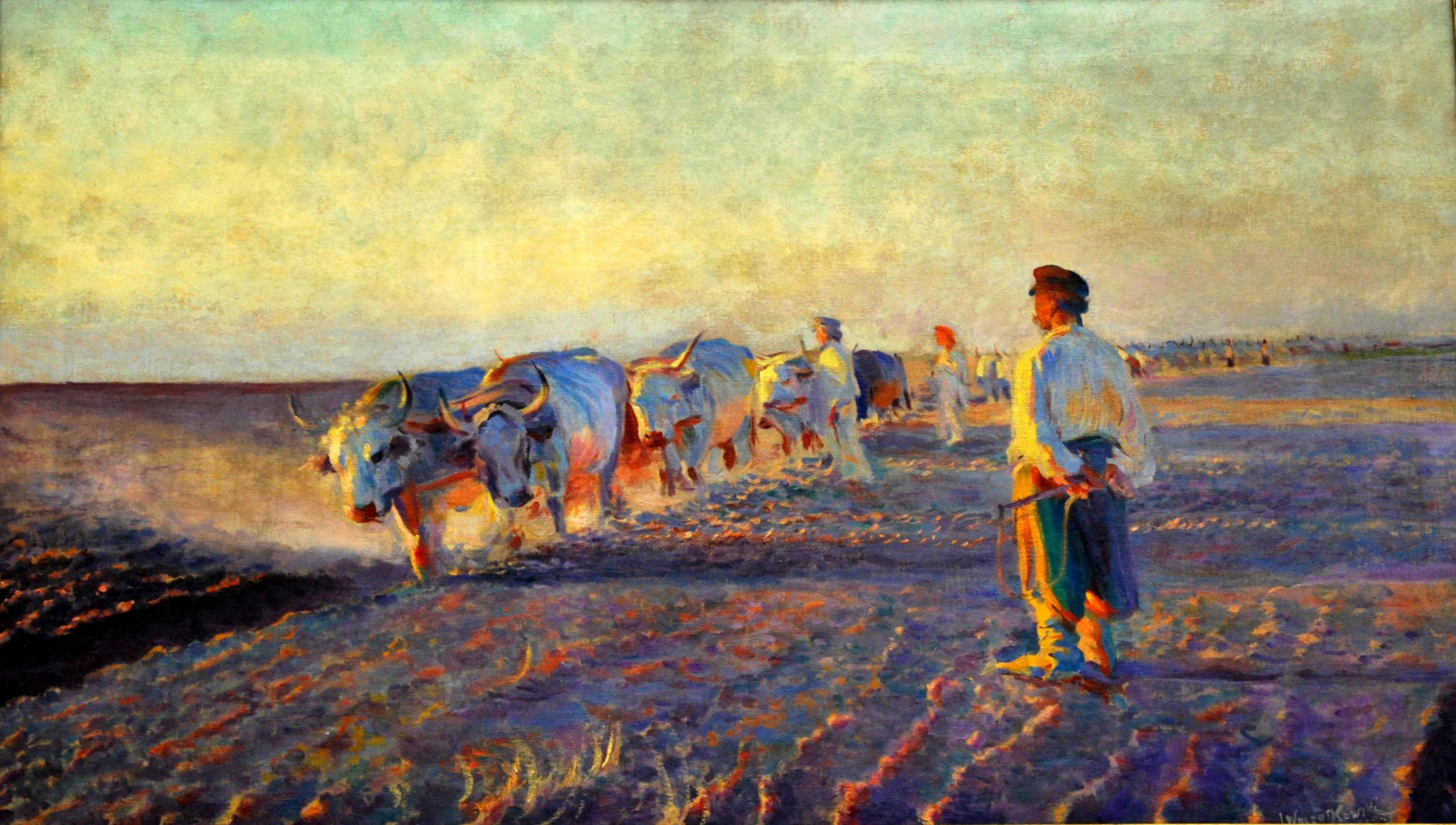
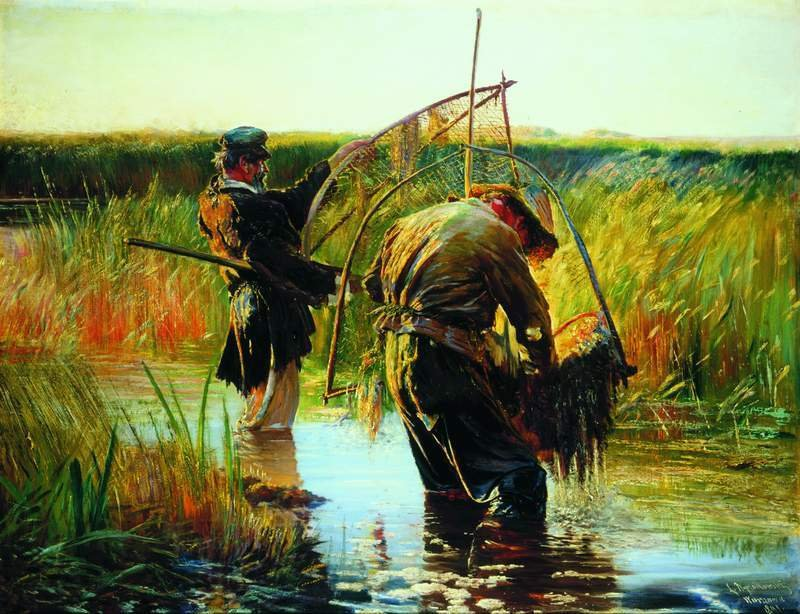
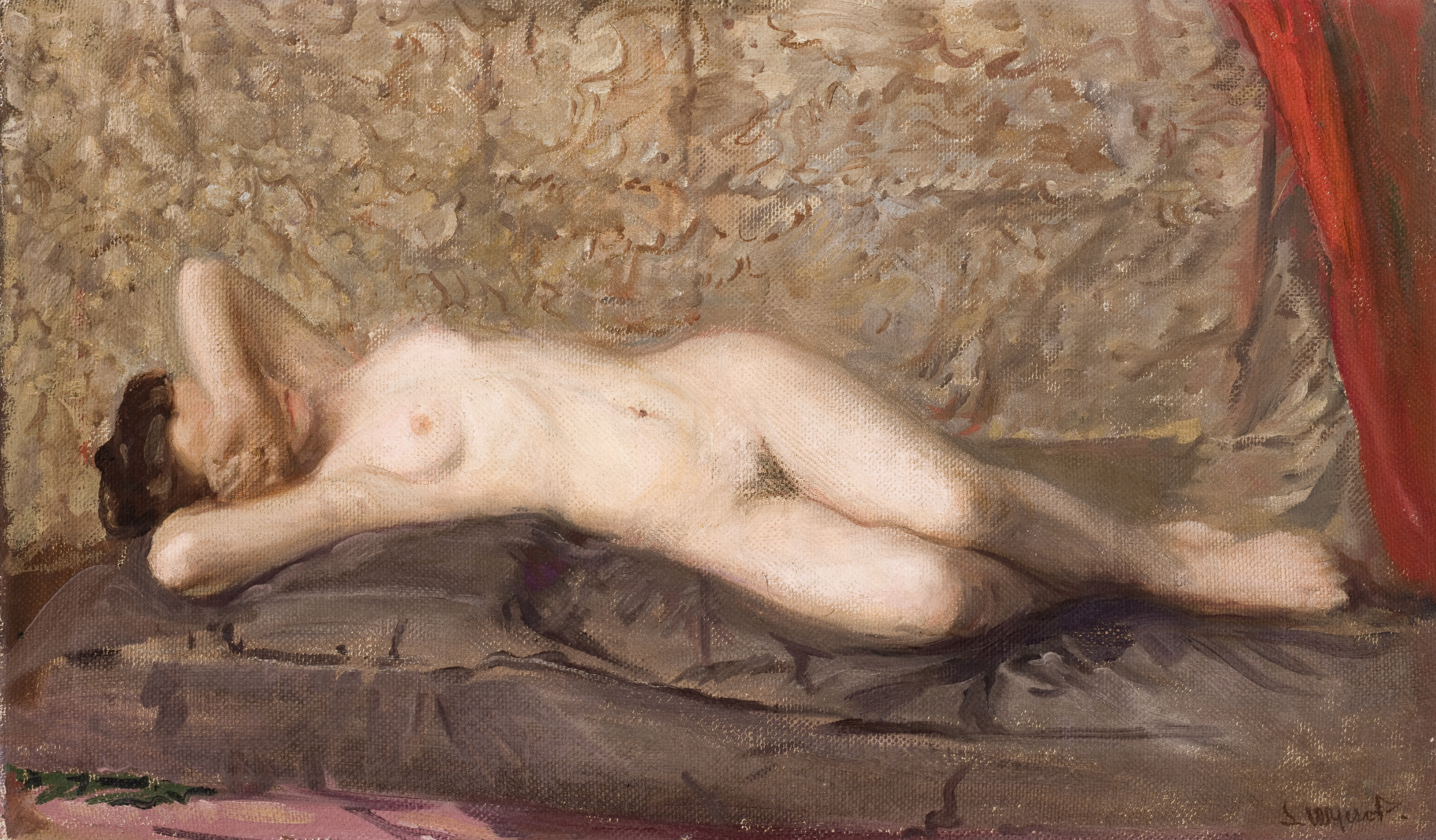